# ایکس‌پی۴۶ مورتیس
ایکس‌پی۴۶ مورتیس (به انگلیسی: Curtiss_XP-46) یک هواگرد از نوع جنگنده ساخت شرکت Curtiss-Wright Corporation است. هواگرد ایکس‌پی۴۶ مورتیس نخستین پروازش را در ۱۵ فوریه ۱۹۴۱ میلادی انجام داد. در مجموع، تعداد ۲ فروند از این هواگرد ساخته شده‌است.
طراح این هواگرد، Don R. Berlin بود.